# Ábrahám Farisszol
Ábrahám ben Mordekháj Farisszol, gyakran csak Ábrahám Farisszol (Avignon, 1451 körül – Ferrara, 1527 körül) késő középkori zsidó teológus és földrajzi író.

## Élete és művei
Bejárta Mantuát, majd 1473-ban Ferrarba ment, ahol apologetikus műveket készített a keresztény egyházi személyiségek zsidóellenes nézeteivel szembenː a Mágén Ábrahámot ('Ábrahám védőpajzsa') és a Vukkuach Ha-dátot ('Hitvita'). Jártas volt ugyanakkor az bibliai egzegézisben, közismert műve a Jób könyvéhez fűzött Kommentár. A korábban zsidók által kevéssé művelt földrajzi irodalmat is gyarapította Iggeret Órchót Chájjim ('A világ újtainak leírása') című 1526-os könyvével. Ebben beszámol Kolumbusz, Bergomas, és Amerigo Vespucci működéséről. A művet nagyra becsülték a keresztény körökben is, és hamarosan latin nyelvre fordították Tractatus itinerum mundi címen.

## Jegyzetek

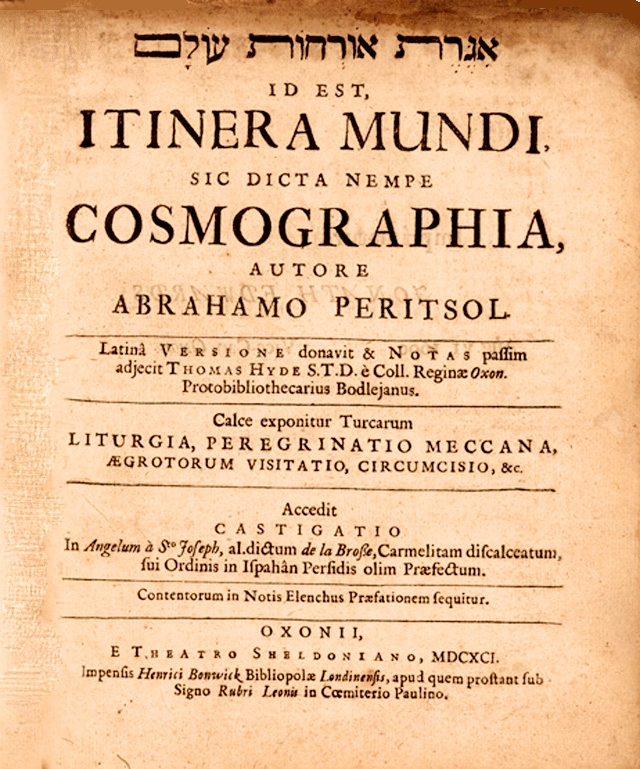
A világ útjainak leírása – 1691-es kiadás

## Magyar nyelvű fordítások
Ábrahám Farisszol teljes életműve mindezideig nem rendelkezik magyar nyelvű fordítással. Kisebb szemelvények jelentek meg műveiből:
- Scheiber Sándor: A feliratoktól a felvilágosodásig – Kétezer év zsidó irodalma (Zsidó irodalomtörténeti olvasmányok), Múlt és Jövő Lap- és Könyvkiadó, Budapest, 1997, ISBN 963 85697 4 3, 250–252. o.